# Phrynobatrachus versicolor
Espèce
Statut de conservation UICN

 LC  : Préoccupation mineure
Phrynobatrachus versicolor est une espèce d'amphibiens de la famille des Phrynobatrachidae.

## Répartition
Cette espèce se rencontre entre 1 500 et 2 300 m d'altitude, :
- dans le nord-ouest du Burundi ;
- dans l'est de la République démocratique du Congo ;
- dans l'ouest du Rwanda ;
- dans le sud-ouest de l'Ouganda.

## Publication originale
- Ahl, 1924 : Neue afrikanische Frösche. Zoologischer Anzeiger, vol. 61, p. 99-103.